# 茂邊地站
茂邊地車站（日语：／ Moheji eki */?）是道南漁火鐵道的鐵路車站，位於北海道北斗市茂邊地，現為無人站。
站名源自阿伊努語的「mo-pet-i」（安靜的河流）或「mu-pet」（阻塞的河流）。

## 車站結構
2面3線的地面車站，月台間以跨線橋聯絡。

### 月台配置
| 月台 | 路線            | 方向 | 目的地     |
| ---- | --------------- | ---- | ---------- |
| 1    | ■道南漁火鐵道線 | 上行 | 木古內方向 |
| 2、3 | ■道南漁火鐵道線 | 下行 | 函館方向   |

## 相鄰車站
道南漁火鐵道
■道南漁火鐵道線
上磯（sh07）－（矢不來號誌站）－茂邊地（sh06）－渡島当別（sh05）

## 外部連結
- 官方網頁。 （页面存档备份，存于）（日語）